# Jaclyn Linetsky
Jaclyn Michelle Linetsky (Montréal, 8 gennaio 1986 – Saint-Césaire, 8 settembre 2003) è stata un'attrice canadese.

## Biografia
Jaclyn è nata e cresciuta in una famiglia di origini ebree in un sobborgo di Montréal chiamato Hampstead, con due fratelli grandi, Kelly e Derek. L'avevano chiamata usando la lettera "J" in memoria di qualcuno morto nella famiglia del padre, e lo stesso per la lettera "M" e a. La sorella ha avuto un figlio che la chiamato Jackson Miles, come la zia.
Jaclyn Linetsky era chiamata amorevolmente dal padre "muffin" ovvero focaccina, perché quando è nata e il padre l'ha vista per la prima volta, ha detto ridendo che era la sua "focaccina" (focaccina è la traduzione di "muffin"). Da quel giorno lui l'ha sempre chiamata così ed è diventato il suo soprannome, infatti tutti i suoi amici e familiari la conoscevano con questo affettuoso nomignolo e anche i membri del cast di 15/love a volte la chiamavano "focaccina".
Jaclyn è stata la voce inglese per la serie animata Caillou tra il 2000 e il 2002. Ha anche fornito le voci per Bitzi (Daft Planet), Lori (What's With Andy?) e per Meg (Mega Babies). Era nella classe del 2003 della "St. George's High School", Montréal, ed ha effettuato il discorso per la cerimonia del diploma (onore che spetta all'alunno/a che si è distinto/a per le proprie capacità durante l'anno scolastico).
Nel 2003, Jaclyn faceva parte del cast della serie televisiva 15/Love in cui il suo personaggio si stava innamorando di quello del collega Vadim Schneider. L'8 settembre 2003, mentre si stavano recando a girare un episodio di 15/Love vicino a Montréal, il loro veicolo, un minivan, perse il controllo e si scontrò con un camion che procedeva in direzione contraria. Vadim fu ucciso sul colpo mentre Jaclyn morì più tardi all'ospedale dove venne portata a causa delle troppe ferite.
In quel periodo le riprese del telefilm erano in pieno svolgimento e l'intera troupe rimase sconvolta dal tragico incidente. Le riprese si fermarono per due mesi, ma poi la produzione, di comune accordo con i genitori delle due vittime, decise di continuare e i genitori insistettero perché gli episodi in cui comparivano i figli venissero mandati in onda, affinché il mondo conoscesse la tragedia di questi due ragazzi così uniti sia sul lavoro sia nella vita. Si diceva infatti che fra loro stesse nascendo qualcosa di tenero anche nella vita privata, notizia in seguito smentita dai genitori di entrambi.

## Filmografia
- 15/Love .... Megan O'Connor (11 episodi, 2004)
- What's with Andy? .... Lori (voce) (7 episodi)
- Kart Racer ... amica di Kate (2003)
- Daft Planet ... Bitzi (voce) (2002)
- Caillou ... Caillou (2000)
- Sagwa, the Chinese Siamese Cat (2001)
- Mega Babies ... Meg (voce) (2000)
- The Kids from Room 402 (1999)
- Kit & Kaboodle ... Kit (voce) (1998)

## Articoli su Jaclyn
- Allison Lawlor, Jaclyn Linetsky: Montreal teen was the voice of Caillou, in The Globe and Mail, 16 settembre 2003,  p. R7.
- Young Jewish actress meets tragic end, su bnaibrith.ca (archiviato dall'url originale il 26 aprile 2005).